# 湯桶丸
湯桶丸（ゆとうまる）は、徳島県那賀郡那賀町にあり、海部山地に座する標高1,372.1mの山である。

## 地理
湯桶とは湯茶を入れる木製の器であり、この山で良質な木材が採れたか、器を作る木地師が住んでいたかに由来した山名かもしれない。